# Anna Kim
Pour les articles homonymes, voir Kim.
Anna Kim, née le 10 septembre 1977 à Daejeon en Corée du Sud, est une écrivaine autrichienne.